# بخش بالاطالقان
بخش بالا طالقان، یکی از سه بخش شهرستان طالقان استان البرز است. منطقه طالقان به سه محدودهٔ بالا طالقان، میان طالقان و پایین طالقان تقسیم می‌شود. این تقسیم بندی در گذشته‌های دور بیشتر اهمیت داشته‌است.
حدود ۶ ماه از سال دارای هوایی بسیار سرد بوده و در همهٔ فصول می‌توان برف را در کوه‌های بالا طالقان مشاهده کرد.